# Sese (Pantelleria)

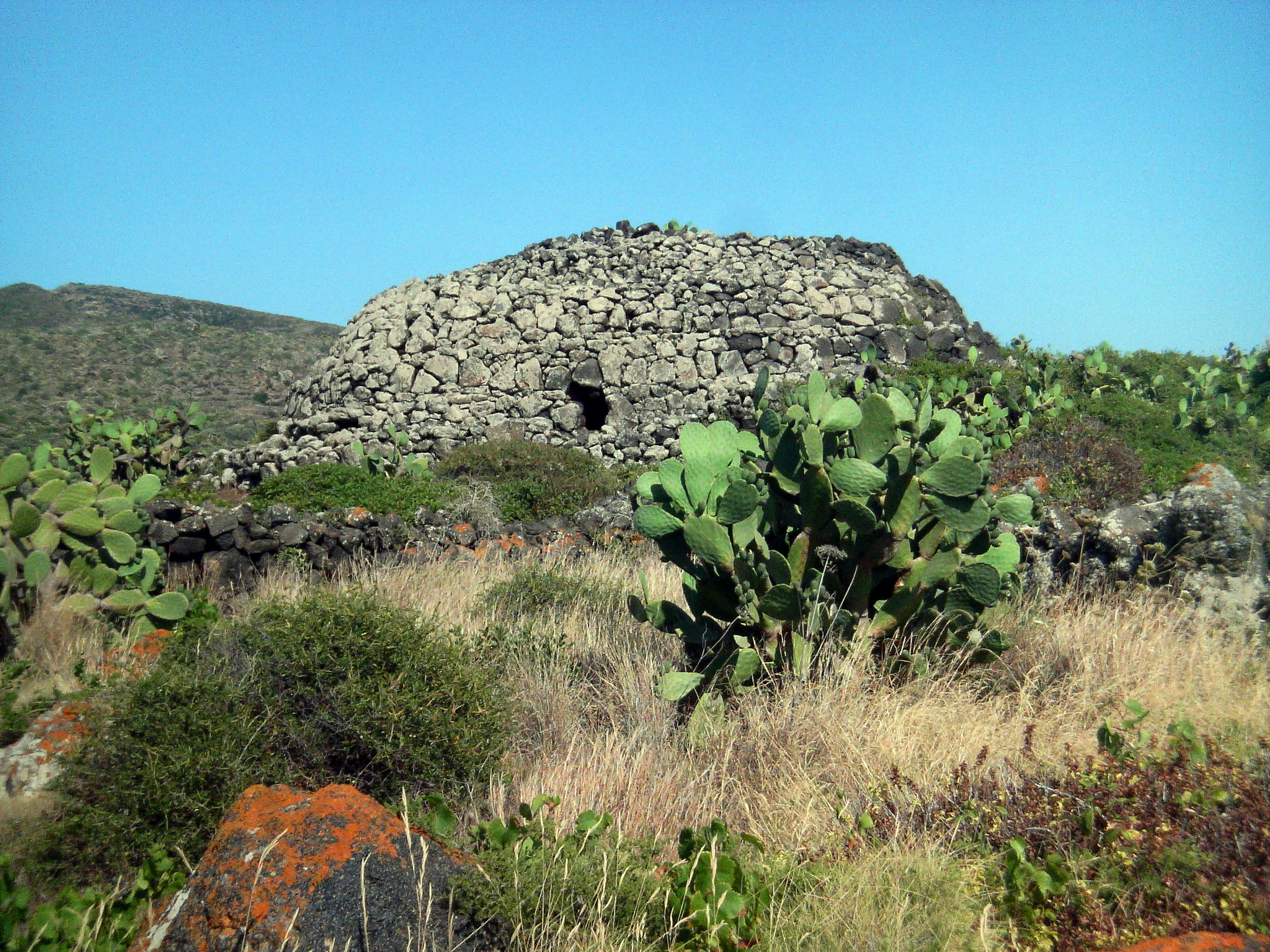
Sese Grande auf Pantelleria

Eine Sese (plur. Sesi) ist ein turmartiger Bau aus Trockenmauerwerk auf der italienischen Insel Pantelleria, südlich von Sizilien. Die zahlreichen Sesi auf Pantelleria zeugen davon, dass die Insel früh besiedelt wurde. Der deutsche Gelehrte Gerhard Rohlfs erforschte mehr als 30 Jahre Kraggewölbebauten aus Trockenmauerwerk in Europa. 1957 veröffentlichte er sein Malta und Pantelleria allerdings nicht erfassendes Ergebnis in dem Buch: Primitive Kuppelbauten in Europa. 
Sesi sind, anders als die rechteckigen Häuser und der auf der Insel ebenfalls anzutreffende Dammuso, rund oder elliptisch. Die kleineren sind kegelstumpfförmig, ihre Kammern haben Kraggewölbe und werden durch einen niedrigen Zugang betreten. Es wird angenommen, dass die Sesi Kult- und Beerdigungsstätten der Sesioten waren, einem Volk, das etwa im 5. Jahrtausend v. Chr. die neolithische Kultur auf die Insel brachte. Sesi ähneln den Giren Maltas und anderen Kuppelbauten die auf Mittelmeerinseln vorkommen. 
Die größte ist die „Sese Grande“ oder „Sese del Re“, sie wird auf etwa 1800 v. Chr. datiert. Sie liegt auf einem Areal mit etwa 70 anderen, kleineren aber ähnlichen Anlagen. Die Sese Grande ist elliptisch und hat einen Durchmesser von mehr als 20 m. Sie erhebt sich stufenförmig und hat in der Mitte eine Kuppel. Sie enthält 12 Kammern, fast alle sind mit einem separaten, nur von außen betretbarem sieben Meter langen Zugang versehen. Die Sesi werden anhand der Überreste, die man in ihnen fand, als jungsteinzeitlich eingestuft. Einige Keramiken, datiert auf etwa 1400–1300 v. Chr. sind vor Ort ausgestellt. In einer der Sesi wurde ein Skelett gefunden. 